# كريمل
كريمل (بالألمانية: Krimml) هي بلدية في منطقة زيلامسي بولاية زالتسبورغ، النمسا.